# Ессінген
Ессінген (нім. Essingen) — громада в Німеччині, знаходиться в землі Баден-Вюртемберг. Підпорядковується адміністративному округу Штутгарт. Входить до складу району Східний Альб.
Площа — 58,50 км2. Населення становить 6407 ос. (станом на 31 грудня 2020).